# ヴィンセント・ミシアーノ
ヴィンセント・ミシアーノ（Vincent Misiano）は、アメリカ合衆国のテレビ監督である。
『エージェント・オブ・シールド』、『THE BLACKLIST/ブラックリスト』、『ザ・ホワイトハウス』、『プリズン・ブレイク』、『ミディアム 霊能者アリソン・デュボア』、『サード・ウォッチ』など40以上の番組のエピソードを監督した。2015年より全米監督協会のナショナル・ヴァイス・プレジデントの2期目を務めている。
弟のクリストファー・ミシアーノもテレビ監督である。

## 主なフィルモグラフィ
| 年        | 日本語題 原題                                       | エピソード  | エピソード                            |
| --------- | --------------------------------------------------- | ----------- | ------------------------------------- |
| 1998-1999 | アリー my Love Ally McBeal                          | 第2シーズン | 第8話「罪作りな視線」                 |
| 1998-1999 | アリー my Love Ally McBeal                          | 第2シーズン | 第20話「傷付きたくない症候群」        |
| 2002-2004 | ザ・ホワイトハウス West Wing                        | 第3シーズン | 第10話「責任の取り方」                |
| 2002-2004 | ザ・ホワイトハウス West Wing                        | 第3シーズン | 第14話「一触即発」                    |
| 2002-2004 | ザ・ホワイトハウス West Wing                        | 第4シーズン | 第4話「闘いの序章」                   |
| 2002-2004 | ザ・ホワイトハウス West Wing                        | 第4シーズン | 第16話「サムの選挙」                  |
| 2002-2004 | ザ・ホワイトハウス West Wing                        | 第6シーズン | 第7話「変化のとき」                   |
| 2002-2005 | サード・ウォッチ Third Watch                        | 第3シーズン | 第18話「決意新たに…」                 |
| 2002-2005 | サード・ウォッチ Third Watch                        | 第4シーズン | 第8話「母の勇気」                     |
| 2002-2005 | サード・ウォッチ Third Watch                        | 第5シーズン | 第5話「影との戦い」                   |
| 2002-2005 | サード・ウォッチ Third Watch                        | 第6シーズン | 第16話「闇を継ぐ者」                  |
| 2005-2006 | 4400 未知からの生還者 The 4400                      | 第2シーズン | 第3話「ノイズ」                       |
| 2005-2006 | 4400 未知からの生還者 The 4400                      | 第2シーズン | 第5話「危険な賭け」                   |
| 2005-2006 | 4400 未知からの生還者 The 4400                      | 第2シーズン | 第10話「真実への鍵」                  |
| 2005-2006 | 4400 未知からの生還者 The 4400                      | 第3シーズン | 第1話「反乱分子」                     |
| 2005-2006 | 4400 未知からの生還者 The 4400                      | 第3シーズン | 第2話「新しい時代」                   |
| 2005-2010 | ミディアム 霊能者アリソン・デュボア Medium          | 第1シーズン | 第2話「夢と記憶」                     |
| 2005-2010 | ミディアム 霊能者アリソン・デュボア Medium          | 第1シーズン | 第6話「未来からのメッセージ」         |
| 2005-2010 | ミディアム 霊能者アリソン・デュボア Medium          | 第2シーズン | 第2話「リアレイン」                   |
| 2005-2010 | ミディアム 霊能者アリソン・デュボア Medium          | 第3シーズン | 第7話「母子の事情」                   |
| 2005-2010 | ミディアム 霊能者アリソン・デュボア Medium          | 第3シーズン | 第19話「凍ったダイヤモンド」          |
| 2005-2010 | ミディアム 霊能者アリソン・デュボア Medium          | 第4シーズン | 第5話「笑顔の裏側」                   |
| 2005-2010 | ミディアム 霊能者アリソン・デュボア Medium          | 第4シーズン | 第8話「陰謀の炎 Part 2」              |
| 2005-2010 | ミディアム 霊能者アリソン・デュボア Medium          | 第4シーズン | 第12話「正義の裁き」                  |
| 2005-2010 | ミディアム 霊能者アリソン・デュボア Medium          | 第5シーズン | 第7話「私刑執行人」                   |
| 2005-2010 | ミディアム 霊能者アリソン・デュボア Medium          | 第6シーズン | 第5話「ハロー、ベイビー」             |
| 2005-2010 | ミディアム 霊能者アリソン・デュボア Medium          | 第6シーズン | 第13話「少女たちの物語」              |
| 2005-2010 | ミディアム 霊能者アリソン・デュボア Medium          | 第7シーズン | 第8話「煙の向こうの真実」             |
| 2006-2007 | プリズン・ブレイク Prison Break                     | 第2シーズン | 第8話「デッド･フォール」              |
| 2006-2007 | プリズン・ブレイク Prison Break                     | 第2シーズン | 第20話「パナマ」                      |
| 2006-2007 | プリズン・ブレイク Prison Break                     | 第3シーズン | 第7話「オオカミ少年」                 |
| 2009      | ウェアハウス13 Warehouse 13                         | 第1シーズン | 第3話「こだまする魂」                 |
| 2009      | ウェアハウス13 Warehouse 13                         | 第1シーズン | 第8話「因縁の相手」                   |
| 2009      | crash クラッシュ Crash                              | 第2シーズン | 第6話「No Matter What You Do」        |
| 2009      | crash クラッシュ Crash                              | 第2シーズン | 第13話「Los Angeles 」                |
| 2010      | ホワイトカラー White Collar                         | 第2シーズン | 第7話「囚人のジレンマ」               |
| 2010      | コバート・アフェア Covert Affairs                   | 第1シーズン | 第9話「国境の向こう側」               |
| 2011      | ゴシップガール Gossip Girl                          | 第5シーズン | 第7話「ビッグ・スリープ・ノー・モア」 |
| 2011      | ゴシップガール Gossip Girl                          | 第5シーズン | 第10話「サンキュー、ボーイズ」        |
| 2012      | ARROW/アロー Arrow                                  | 第1シーズン | 第4話「交錯する想い」                 |
| 2013      | ゴールデン・ボーイ 若きNY市警本部長 Golden Boy      | 第1シーズン | 第9話「予期せぬ再会」                 |
| 2013-2014 | THE BLACKLIST/ブラックリスト The Blacklist          | 第1シーズン | 第4話「シチューメイカー」             |
| 2013-2014 | THE BLACKLIST/ブラックリスト The Blacklist          | 第1シーズン | 第12話「錬金術師」                    |
| 2013-2016 | エージェント・オブ・シールド Agents of S.H.I.E.L.D. | 第1シーズン | 第6話「宙に浮く死体」                 |
| 2013-2016 | エージェント・オブ・シールド Agents of S.H.I.E.L.D. | 第1シーズン | 第17話「疑いの連鎖」                  |
| 2013-2016 | エージェント・オブ・シールド Agents of S.H.I.E.L.D. | 第1シーズン | 第19話「ひと筋の光」                  |
| 2013-2016 | エージェント・オブ・シールド Agents of S.H.I.E.L.D. | 第2シーズン | 第1話「新生S.H.I.E.L.D.始動」         |
| 2013-2016 | エージェント・オブ・シールド Agents of S.H.I.E.L.D. | 第2シーズン | 第7話「最後のピース」                 |
| 2013-2016 | エージェント・オブ・シールド Agents of S.H.I.E.L.D. | 第2シーズン | 第21話「S.O.S. Part 2」               |
| 2013-2016 | エージェント・オブ・シールド Agents of S.H.I.E.L.D. | 第3シーズン | 第1話「Laws of Nature」               |
| 2013-2016 | エージェント・オブ・シールド Agents of S.H.I.E.L.D. | 第3シーズン | 第10話「Maveth」                      |
| 2013-2016 | エージェント・オブ・シールド Agents of S.H.I.E.L.D. | 第3シーズン | 第20話「Emancipation」                |
| 2014      | ナイトシフト 真夜中の救命医 The Night Shift         | 第1シーズン | 第8話「終わらぬ夜」                   |
| 2015      | よみがえり 〜レザレクション〜 Resurrection          | 第2シーズン | 第11話「信じる者」                    |
| 2015      | エージェント・カーター Agent Carter                 | 第1シーズン | 第7話「催眠博士」                     |
| 2015      | Code Black                                          | 第1シーズン | 第6話「In Extremis」                  |